# Судак канадський
Судак канадський (Sander canadensis, Stizostedion canadensis) — вид прісноводних риб родини окуневих, роду судак.
Судак канадський нагадує за забарвленням спинних плавників звичайного судака. Він поширений у Північній Америці від Гудзонової затоки до штатів Вірджинія, Оклахома і Канзас.